# Zabriskie Point (film)
Zabriskie Point je film italského režiséra Michelangela Antonioniho, který měl premiéru v únoru 1970. Na soundtracku k filmu se podílel Jerry Garcia ze skupiny Grateful Dead spolu s britskou skupinou Pink Floyd. Hlavní roli studenta Marka ve filmu hraje Mark Frechette. Část filmu byla natáčena v místě Zabriskie Point, podle kterého je film rovněž pojmenován, v kalifornském Údolí smrti.